# Pohár vítězů pohárů 1981/1982
Sezóna 1981/82 Poháru vítězů pohárů byla 22. ročníkem tohoto poháru. Vítězem se stal tým FC Barcelona.

## Předkolo
| Tým #1                   | Celk. | Tým #2                   | 1. zápas | 2. zápas |
| ------------------------ | ----- | ------------------------ | -------- | -------- |
| FC Politehnica Timișoara | 2 - 5 | 1. FC Lokomotive Leipzig | 2 - 0    | 0 - 5    |

## První kolo
| Tým #1                     | Celk.       | Tým #2                   | 1. zápas | 2. zápas      |
| -------------------------- | ----------- | ------------------------ | -------- | ------------- |
| Fram Reykjavík             | 2 - 5       | Dundalk FC               | 2 - 1    | 0 - 4         |
| AFC Ajax                   | 1 - 6       | Tottenham Hotspur FC     | 1 - 3    | 0 - 3         |
| SKA Rostov na Donu         | 5 - 0       | MKE Ankaragücü           | 3 - 0    | 2 - 0         |
| Eintracht Frankfurt        | 2(pen.) - 2 | PAOK FC                  | 2 - 0    | 0 - 2(prodl.) |
| Swansea City AFC           | 1 - 3       | 1. FC Lokomotive Leipzig | 0 - 1    | 1 - 2         |
| Jeunesse Esch              | 2 - 7       | Velež Mostar             | 1 - 1    | 1 - 6         |
| Dukla Praha                | 4 - 2       | Rangers FC               | 3 - 0    | 1 - 2         |
| FC Barcelona               | 4 - 2       | PFK Botev Plovdiv        | 4 - 1    | 0 - 1         |
| Vålerenga I.F.             | 3 - 6       | Legia Warszawa           | 2 - 2    | 1 - 4         |
| Lausanne Sports            | 4(v) - 4    | Kalmar FF                | 2 - 1    | 2 - 3         |
| Kotkan Työväen Palloilijat | 0 - 5       | SEC Bastia               | 0 - 0    | 0 - 5         |
| FC Dinamo Tbilisi          | 4 - 2       | Grazer AK                | 2 - 0    | 2 - 2         |
| Enosis Neon Paralimni      | 1 - 8       | Vasas SC                 | 1 - 0    | 0 - 8         |
| Floriana                   | 1 - 12      | Standard Liège           | 1 - 3    | 0 - 9         |
| Vejle BK                   | 2 - 4       | FC Porto                 | 2 - 1    | 0 - 3         |
| Ballymena United           | 0 - 6       | AS Roma                  | 0 - 2    | 0 - 4         |

## Druhé kolo
| Tým #1                   | Celk.       | Tým #2               | 1. zápas | 2. zápas      |
| ------------------------ | ----------- | -------------------- | -------- | ------------- |
| Dundalk FC               | 1 - 2       | Tottenham Hotspur FC | 1 - 1    | 0 - 1         |
| SKA Rostov na Donu       | 1 - 2       | Eintracht Frankfurt  | 1 - 0    | 0 - 2         |
| 1. FC Lokomotive Leipzig | 2(pen.) - 2 | Velež Mostar         | 1 - 1    | 1 - 1(prodl.) |
| Dukla Praha              | 1 - 4       | FC Barcelona         | 1 - 0    | 0 - 4         |
| Legia Warszawa           | 3 - 2       | Lausanne Sports      | 2 - 1    | 1 - 1         |
| SEC Bastia               | 2 - 4       | FC Dinamo Tbilisi    | 1 - 1    | 1 - 3         |
| Vasas SC                 | 1 - 4       | Standard Liège       | 0 - 2    | 1 - 2         |
| FC Porto                 | 2 - 0       | AS Roma              | 2 - 0    | 0 - 0         |

## Čtvrtfinále
| Tým #1                   | Celk. | Tým #2              | 1. zápas | 2. zápas |
| ------------------------ | ----- | ------------------- | -------- | -------- |
| Tottenham Hotspur FC     | 3 - 2 | Eintracht Frankfurt | 2 - 0    | 1 - 2    |
| 1. FC Lokomotive Leipzig | 2 - 4 | FC Barcelona        | 0 - 3    | 2 - 1    |
| Legia Warszawa           | 0 - 2 | FC Dinamo Tbilisi   | 0 - 1    | 0 - 1    |
| Standard Liège           | 4 - 2 | FC Porto            | 2 - 0    | 2 - 2    |

## Semifinále
| Tým #1               | Celk. | Tým #2         | 1. zápas | 2. zápas |
| -------------------- | ----- | -------------- | -------- | -------- |
| Tottenham Hotspur FC | 1 - 2 | FC Barcelona   | 1 - 1    | 0 - 1    |
| FC Dinamo Tbilisi    | 0 - 2 | Standard Liège | 0 - 1    | 0 - 1    |

## Finále
| 12. května 1982                |       |                      |                                                                      |
| FC Barcelona                   | 2 – 1 | Standard Liège       | Camp Nou, Barcelona diváci: 80 000 rozhodčí: Walter Eschweiler (GER) |
| Allan Simonsen 45+2' Quini 63' |       | Guy Vandersmissen 8' | Camp Nou, Barcelona diváci: 80 000 rozhodčí: Walter Eschweiler (GER) |

## Vítěz
| Pohár vítězů pohárů 1981/82 FC Barcelona Javier Urruticoechea, Gerardo Miranda, Migueli, José Ramón Alexanko, Manolo, José Vicente Sánchez , Josep Moratalla, Esteban Vigo, Allan Simonsen, Quini, Francisco José Carrasco Trenér: Udo Lattek |